# David Chaves Jiménez
David Chaves Jimenez (Coín, 24 ottobre 1994) è un giocatore di football americano spagnolo, che gioca come wide receiver per i Tampere Saints.
Ha iniziato a giocare con i Fuengirola Potros, per poi trasferirsi ai Tampere Saints.